# Convocazioni per la Coppa d'Asia 2007
Elenco dei giocatori convocati da ciascuna Nazionale partecipante alla Coppa d'Asia 2007, torneo svoltosi in Malaysia, Thailandia, Indonesia e Vietnam.
L'età dei giocatori riportata è relativa al 7 luglio 2007, data di inizio della manifestazione, il numero di presenze include tutte le gare precedenti l'inizio del torneo.

## Gruppo A

### Thailandia
Allenatore: Charnwit Polcheewin
| N. | Pos. | Giocatore                       | Data nascita (età)          | Pres. | Squadra                |
| -- | ---- | ------------------------------- | --------------------------- | ----- | ---------------------- |
| 1  | P    | Weera Koedpudsa                 | 1º luglio 1984 (23 anni)    |       | Bangkok University     |
| 2  | C    | Suree Sukha                     | 27 luglio 1982 (24 anni)    |       | Manchester City        |
| 3  | D    | Patiparn Phetphun               | 25 settembre 1980 (26 anni) |       | Bangkok University     |
| 4  | D    | Jetsada Jitsawad                | 5 agosto 1980 (26 anni)     |       | Tobacco Monopoly       |
| 5  | D    | Niweat Siriwong                 | 18 luglio 1977 (29 anni)    |       | BEC Tero Sasana        |
| 6  | D    | Nattaporn Phanrit               | 11 gennaio 1982 (25 anni)   |       | Provincial Electricity |
| 7  | C    | Datsakorn Thonglao              | 30 dicembre 1983 (23 anni)  |       | Hoàng Anh Gia Lai      |
| 8  | C    | Suchao Nuchnum                  | 17 maggio 1983 (24 anni)    |       | TOT FC                 |
| 9  | C    | Therdsak Chaiman                | 29 settembre 1973 (33 anni) |       | Singapore Armed Forces |
| 10 | C    | Totchtawan Sripan (c)           | 13 dicembre 1971 (35 anni)  |       | BEC Tero Sasana        |
| 12 | D    | Nirut Surasiang                 | 20 febbraio 1979 (28 anni)  |       | Bình Định              |
| 13 | A    | Kiatisuk Senamuang              | 11 agosto 1973 (33 anni)    |       | Unattached             |
| 14 | A    | Teeratep Winothai               | 16 febbraio 1985 (22 anni)  |       | BEC Tero Sasana        |
| 16 | D    | Kiatprawut Saiwaeo              | 24 gennaio 1986 (21 anni)   |       | Manchester City        |
| 17 | A    | Sutee Suksomkit                 | 5 giugno 1978 (29 anni)     |       | Tampines Rovers        |
| 18 | P    | Sinthaweechai Hathairattanakool | 23 marzo 1982 (25 anni)     |       | Chonburi               |
| 19 | C    | Pichitphong Choeichiu           | 28 agosto 1982 (24 anni)    |       | Krung Thai Bank        |
| 20 | C    | Hatthaporn Suwan                | 23 febbraio 1984 (23 anni)  |       | Provincial Electricity |
| 21 | A    | Teerasil Dangda                 | 6 giugno 1988 (19 anni)     |       | Manchester City        |
| 22 | P    | Narit Taweekul                  | 30 ottobre 1983 (23 anni)   |       | Tobacco Monopoly       |
| 23 | C    | Pipat Thonkanya                 | 4 gennaio 1979 (28 anni)    |       | BEC Tero Sasana        |
| 24 | D    | Apichet Puttan                  | 10 agosto 1978 (28 anni)    |       | Provincial Electricity |
| 28 | D    | Natthaphong Samana              | 29 giugno 1984 (23 anni)    |       | Krung Thai Bank        |

### Iraq
Allenatore:  Jorvan Vieira
| N. | Pos. | Giocatore              | Data nascita (età)          | Pres. | Squadra           |
| -- | ---- | ---------------------- | --------------------------- | ----- | ----------------- |
| 1  | P    | Ahmad Ali              | 15 gennaio 1979 (28 anni)   | 13    | Al-Zawra'a        |
| 2  | D    | Jassim Mohammed Ghulam | 11 marzo 1979 (28 anni)     | 15    | Al Weehdat        |
| 3  | D    | Bassim Abbas           | 10 agosto 1979 (27 anni)    | 47    | Nejmeh            |
| 4  | D    | Khaldoun Ibrahim       | 16 luglio 1987 (19 anni)    | 8     | Mes Kerman        |
| 5  | C    | Nashat Akram           | 12 settembre 1984 (22 anni) | 60    | Al-Shabab Riyadh  |
| 6  | C    | Salih Sadir            | 21 agosto 1981 (25 anni)    | 36    | Al-Ansar          |
| 7  | C    | Ali Abbas              | 30 agosto 1986 (20 anni)    | 6     | Al-Quwa Al-Jawiya |
| 8  | C    | Ahmad Abid Ali         | 18 gennaio 1986 (21 anni)   | 10    | Al-Zawra'a        |
| 9  | A    | Mohammed Nasser        | 12 marzo 1984 (23 anni)     | 18    | Talaba            |
| 10 | A    | Younis Mahmoud (c)     | 2 marzo 1979 (28 anni)      | 55    | Al-Gharafa        |
| 11 | C    | Hawar Mulla Mohammed   | 1º giugno 1981 (26 anni)    | 54    | Apollōn Limassol  |
| 12 | D    | Haidar Abdul-Razzaq    | 23 ottobre 1979 (27 anni)   | 24    | Al-Hussein Irbid  |
| 13 | C    | Karrar Jassim          | 15 marzo 1987 (20 anni)     | 13    | Al-Wakrah         |
| 14 | D    | Haidar Abdul-Amir      | 2 novembre 1979 (27 anni)   | 31    | Al-Faisaly        |
| 15 | D    | Ali Rehema             | 8 agosto 1985 (21 anni)     | 31    | Alahly Tripoli    |
| 16 | A    | Ahmad Mnajed           | 13 dicembre 1978 (28 anni)  | 28    | Al-Ansar          |
| 17 | A    | Luay Salah             | 10 febbraio 1980 (27 anni)  | 14    | Persepolis        |
| 18 | C    | Mahdi Karim            | 10 dicembre 1977 (29 anni)  | 47    | Alahly Tripoli    |
| 19 | C    | Haitham Kadhim         | 20 novembre 1977 (29 anni)  | 26    | Arbil             |
| 20 | D    | Nabeel Abbas           | 1º gennaio 1985 (22 anni)   | 0     | Najaf             |
| 22 | P    | Noor Sabri             | 6 giugno 1980 (27 anni)     | 46    | Mes Kerman        |
| 23 | P    | Mohammed Gassid        | 10 dicembre 1986 (20 anni)  | 2     | Al Shorta         |
| 24 | C    | Qusay Munir            | 12 aprile 1981 (26 anni)    | 37    | Arbil             |

### Australia
Allenatore: Graham Arnold
| N. | Pos. | Giocatore         | Data nascita (età)          | Pres. | Squadra           |
| -- | ---- | ----------------- | --------------------------- | ----- | ----------------- |
| 1  | P    | Mark Schwarzer    | 6 ottobre 1972 (34 anni)    | 46    | Middlesbrough     |
| 2  | D    | Lucas Neill       | 9 marzo 1978 (29 anni)      | 34    | West Ham United   |
| 3  | D    | Patrick Kisnorbo  | 24 marzo 1981 (26 anni)     | 12    | Leicester City    |
| 4  | A    | Tim Cahill        | 6 dicembre 1979 (27 anni)   | 23    | Everton           |
| 5  | C    | Jason Čulina      | 5 agosto 1980 (26 anni)     | 22    | PSV               |
| 6  | D    | Michael Beauchamp | 8 marzo 1981 (26 anni)      | 7     | Nuremberg         |
| 7  | D    | Brett Emerton     | 22 febbraio 1979 (28 anni)  | 57    | Blackburn Rovers  |
| 8  | C    | Luke Wilkshire    | 2 ottobre 1981 (25 anni)    | 16    | Twente            |
| 9  | A    | Mark Viduka (c)   | 9 ottobre 1975 (31 anni)    | 39    | Newcastle Utd     |
| 10 | C    | Harry Kewell      | 22 settembre 1978 (28 anni) | 24    | Liverpool         |
| 11 | A    | Archie Thompson   | 23 ottobre 1978 (28 anni)   | 26    | Melbourne Victory |
| 12 | P    | Brad Jones        | 3 luglio 1982 (25 anni)     | 1     | Middlesbrough     |
| 13 | C    | Vince Grella      | 5 ottobre 1979 (27 anni)    | 27    | Torino            |
| 14 | A    | Brett Holman      | 27 marzo 1984 (23 anni)     | 7     | Nijmegen          |
| 15 | A    | John Aloisi       | 5 febbraio 1976 (31 anni)   | 50    | Alavés            |
| 16 | D    | Michael Thwaite   | 2 maggio 1983 (24 anni)     | 6     | Wisła Kraków      |
| 17 | C    | Carl Valeri       | 14 agosto 1984 (22 anni)    | 2     | Grosseto          |
| 18 | P    | Michael Petkovic  | 16 luglio 1976 (30 anni)    | 5     | Sivasspor         |
| 19 | C    | Nick Carle        | 23 novembre 1981 (25 anni)  | 4     | Gençlerbirliği    |
| 20 | C    | David Carney      | 30 novembre 1983 (23 anni)  | 2     | Sydney            |
| 21 | C    | Mile Sterjovski   | 27 maggio 1979 (28 anni)    | 32    | Basel             |
| 22 | D    | Mark Milligan     | 4 agosto 1985 (21 anni)     | 3     | Sydney            |
| 23 | C    | Mark Bresciano    | 11 febbraio 1980 (27 anni)  | 33    | Palermo           |

### Oman
Allenatore:  Gabriel Calderón
| N. | Pos. | Giocatore                   | Data nascita (età)          | Pres. | Squadra               |
| -- | ---- | --------------------------- | --------------------------- | ----- | --------------------- |
| 1  | P    | Sulaiman Al Mazroui         | 13 settembre 1972 (34 anni) |       | Muscat                |
| 2  | D    | Mohammed Rabia Al-Noobi (c) | 10 maggio 1981 (26 anni)    |       | Sadd Sports Club      |
| 3  | D    | Juma Al Wahaibi             | 2 marzo 1980 (27 anni)      |       | Tadamon               |
| 4  | D    | Said Suwailim Al Shoon      | 28 agosto 1983 (23 anni)    |       | Umm-Salal             |
| 5  | C    | Fahad Ba-Masilah            | 8 luglio 1986 (20 anni)     |       | Dhofar                |
| 6  | D    | Issam Fayel Al Sinani       | 14 agosto 1984 (22 anni)    |       | Sur                   |
| 7  | C    | Sultan Al Touqi             | 2 gennaio 1984 (23 anni)    |       | Al-Salmiya            |
| 8  | A    | Badar Al-Maimani            | 16 luglio 1984 (22 anni)    |       | Al-Ahly               |
| 9  | A    | Hashim Saleh                | 15 ottobre 1981 (25 anni)   |       | Al-Shamal             |
| 10 | C    | Fawzi Bashir                | 6 maggio 1984 (23 anni)     |       | Qadsia                |
| 11 | A    | Yousuf Shaaban              | 4 novembre 1982 (24 anni)   |       | Dhofar                |
| 12 | C    | Ahmed Mubarak Al Mahaijri   | 23 febbraio 1985 (22 anni)  |       | Al Rayyan             |
| 13 | A    | Mohammed Al-Ghassani        | 1º aprile 1985 (22 anni)    |       | Al-Suwaiq             |
| 14 | A    | Younis Al Mushaifri         | 24 ottobre 1981 (25 anni)   |       | Kazma                 |
| 15 | A    | Ismail Sulaiman Al Ajmi     | 9 giugno 1984 (23 anni)     |       | Umm-Salal             |
| 17 | D    | Hassan Mudhafar Al-Gheilani | 26 giugno 1980 (27 anni)    |       | Al-Ahly Doha          |
| 18 | A    | Hamed Al Bulushi            | 8 gennaio 1984 (23 anni)    |       | Muscat                |
| 20 | A    | Amad Al Hosni               | 18 luglio 1984 (22 anni)    |       | Qatar                 |
| 21 | C    | Ahmed Hadid Al Mukhaini     | 18 luglio 1984 (22 anni)    |       | Al-Shamal Sports Club |
| 24 | C    | Younis Mubarak Al Mahaijri  | 12 marzo 1987 (20 anni)     |       | Al Oruba              |
| 25 | D    | Sulaiman Said Al Shikairi   | 29 ottobre 1984 (22 anni)   |       | Al-Salmiya            |
| 26 | P    | Ali Al-Habsi                | 30 dicembre 1981 (25 anni)  |       | Bolton Wanderers      |
| 28 | D    | Hussain Al-Hadhri           | 21 maggio 1990 (17 anni)    |       | Dhofar                |

## Gruppo B

### Vietnam
Allenatore:  Alfred Riedl
| N. | Pos. | Giocatore              | Data nascita (età)          | Pres. | Squadra                            |
| -- | ---- | ---------------------- | --------------------------- | ----- | ---------------------------------- |
| 1  | P    | Bùi Quang Huy          | 24 luglio 1982 (24 anni)    |       | Đạm Phú Mỹ Nam Định                |
| 2  | D    | Phùng Văn Nhiên        | 23 novembre 1982 (24 anni)  |       | Đạm Phú Mỹ Nam Định                |
| 3  | D    | Nguyễn Huy Hoàng       | 4 gennaio 1981 (26 anni)    |       | Tài chính Dầu khí Sông Lam Nghệ An |
| 4  | C    | Đoàn Việt Cường        | 13 giugno 1985 (22 anni)    |       | Đồng Tháp                          |
| 6  | C    | Phạm Hùng Dũng         | 28 settembre 1978 (28 anni) |       | SHB Đà Nẵng                        |
| 7  | D    | Vũ Như Thành           | 28 agosto 1981 (25 anni)    |       | Becamex Bình Dương                 |
| 8  | C    | Đồng Huy Thái          | 18 gennaio 1985 (22 anni)   |       | Halida Thanh Hóa                   |
| 9  | A    | Lê Công Vinh           | 10 dicembre 1985 (21 anni)  |       | Tài chính Dầu khí Sông Lam Nghệ An |
| 10 | A    | Huỳnh Phúc Hiệp        | 12 aprile 1988 (19 anni)    |       | Giày Thành Công Tiền Giang         |
| 11 | C    | Phùng Công Minh        | 8 marzo 1985 (22 anni)      |       | Becamex Bình Dương                 |
| 12 | C    | Nguyễn Minh Phương (c) | 5 luglio 1980 (27 anni)     |       | Đồng Tâm Long An                   |
| 13 | C    | Mai Tiến Thành         | 16 marzo 1986 (21 anni)     |       | Halida Thanh Hóa                   |
| 14 | C    | Lê Tấn Tài             | 26 marzo 1984 (23 anni)     |       | Khatoco Khánh Hòa                  |
| 15 | C    | Nguyễn Minh Chuyên     | 9 novembre 1985 (21 anni)   |       | Cảng Sài Gòn                       |
| 16 | D    | Huỳnh Quang Thanh      | 10 ottobre 1984 (22 anni)   |       | Becamex Bình Dương                 |
| 17 | C    | Nguyễn Vũ Phong        | 6 febbraio 1985 (22 anni)   |       | Becamex Bình Dương                 |
| 18 | A    | Phan Thanh Bình        | 1º novembre 1986 (20 anni)  |       | Đồng Tháp                          |
| 19 | C    | Phan Văn Tài Em        | 23 aprile 1982 (25 anni)    |       | Đồng Tâm Long An                   |
| 20 | C    | Trần Đức Dương         | 2 maggio 1983 (24 anni)     |       | Đạm Phú Mỹ Nam Định                |
| 21 | A    | Nguyễn Anh Đức         | 25 gennaio 1985 (22 anni)   |       | Becamex Bình Dương                 |
| 22 | P    | Dương Hồng Sơn         | 20 novembre 1982 (24 anni)  |       | Tài Chính Dầu khí Sông Lam Nghệ An |
| 23 | P    | Trần Đức Cường         | 20 maggio 1985 (22 anni)    |       | SHB Đà Nẵng                        |
| 29 | D    | Châu Phong Hòa         | 1º gennaio 1985 (22 anni)   |       | Đồng Tháp                          |

### Emirati Arabi Uniti
Allenatore:  Bruno Metsu
| N. | Pos. | Giocatore                     | Data nascita (età)          | Pres. | Squadra   |
| -- | ---- | ----------------------------- | --------------------------- | ----- | --------- |
| 1  | P    | Majed Nasser                  | 1º aprile 1984 (23 anni)    |       | Al Wasl   |
| 2  | C    | Abdulrahim Jumaa              | 23 maggio 1979 (28 anni)    |       | Al-Wahda  |
| 3  | D    | Mohammad Khamis               | 11 marzo 1976 (31 anni)     |       | Al-Nasr   |
| 4  | D    | Ali Msarri                    | 9 ottobre 1981 (25 anni)    |       | Al Ain    |
| 5  | C    | Essa Ali                      | 2 aprile 1981 (26 anni)     |       | Al-Wahda  |
| 6  | D    | Rashid Abdulrahman Al-Hawsani | 20 ottobre 1975 (31 anni)   |       | Al-Jazira |
| 7  | C    | Khalid Darwish                | 17 ottobre 1979 (27 anni)   |       | Al Wasl   |
| 8  | D    | Haider Alo Ali                | 25 dicembre 1979 (27 anni)  |       | Al-Wahda  |
| 9  | A    | Nawaf Mubarak                 | 31 agosto 1981 (25 anni)    |       | Sharjah   |
| 10 | A    | Ismail Matar                  | 7 aprile 1983 (24 anni)     |       | Al-Wahda  |
| 11 | A    | Faisal Khalil                 | 4 dicembre 1982 (24 anni)   |       | Al-Ahli   |
| 12 | P    | Waleed Salem Al Jaberi        | 28 ottobre 1980 (26 anni)   |       | Al-Ain    |
| 13 | C    | Ahmed Mubarak                 | 28 dicembre 1988 (18 anni)  |       | Al-Jazira |
| 14 | D    | Basheer Saeed                 | 28 giugno 1981 (26 anni)    |       | Al-Wahda  |
| 15 | A    | Mohamed Al-Shehhi             | 28 marzo 1988 (19 anni)     |       | Al-Wahda  |
| 16 | P    | Ismail Rabee                  | 11 gennaio 1983 (24 anni)   |       | Al-Shaab  |
| 17 | C    | Youssef Jabber                | 25 febbraio 1985 (22 anni)  |       | Bani Yas  |
| 18 | C    | Amir Murbarek                 | 28 dicembre 1987 (19 anni)  |       | Al-Nasr   |
| 19 | A    | Saeed Al Kass                 | 20 febbraio 1976 (31 anni)  |       | Sharjah   |
| 20 | D    | Hilal Saeed                   | 12 maggio 1977 (30 anni)    |       | Al Ain    |
| 21 | D    | Humaid Fakher                 | 3 novembre 1978 (28 anni)   |       | Al-Ain    |
| 22 | C    | Mohammed Qassim               | 9 novembre 1981 (25 anni)   |       | Al-Ahli   |
| 23 | A    | Saif Mohammed Al Bishr        | 15 settembre 1983 (23 anni) |       | Al-Shabab |

### Giappone
Allenatore:  Ivica Osim
| N. | Pos. | Giocatore                | Data nascita (età)          | Pres. | Squadra                   |
| -- | ---- | ------------------------ | --------------------------- | ----- | ------------------------- |
| 1  | P    | Yoshikatsu Kawaguchi (c) | 15 agosto 1975 (31 anni)    | 100   | Júbilo Iwata              |
| 2  | C    | Yasuyuki Konno           | 25 gennaio 1983 (24 anni)   | 8     | Tokyo                     |
| 3  | D    | Yūichi Komano            | 25 giugno 1981 (26 anni)    | 18    | Sanfrecce Hiroshima       |
| 5  | D    | Keisuke Tsuboi           | 16 settembre 1979 (27 anni) | 40    | Urawa Red Diamonds        |
| 6  | C    | Yūki Abe                 | 6 settembre 1981 (25 anni)  | 16    | Urawa Red Diamonds        |
| 7  | C    | Yasuhito Endō            | 28 gennaio 1980 (27 anni)   | 47    | Gamba Osaka               |
| 8  | C    | Naotake Hanyū            | 22 dicembre 1980 (26 anni)  | 7     | JEF United Ichihara Chiba |
| 9  | C    | Satoru Yamagishi         | 3 maggio 1983 (24 anni)     | 4     | JEF United Ichihara Chiba |
| 10 | C    | Shunsuke Nakamura        | 24 giugno 1978 (29 anni)    | 65    | Celtic                    |
| 11 | A    | Hisato Satō              | 12 marzo 1982 (25 anni)     | 13    | Sanfrecce Hiroshima       |
| 12 | A    | Seiichirō Maki           | 7 agosto 1980 (26 anni)     | 20    | JEF United Ichihara Chiba |
| 13 | C    | Keita Suzuki             | 8 luglio 1981 (25 anni)     | 10    | Urawa Red Diamonds        |
| 14 | C    | Kengo Nakamura           | 31 ottobre 1980 (26 anni)   | 6     | Kawasaki Frontale         |
| 15 | C    | Kōki Mizuno              | 6 settembre 1985 (21 anni)  | 2     | JEF United Ichihara Chiba |
| 18 | P    | Seigō Narazaki           | 11 aprile 1976 (31 anni)    | 51    | Nagoya Grampus Eight      |
| 19 | A    | Naohiro Takahara         | 4 giugno 1979 (28 anni)     | 47    | Eintracht Frankfurt       |
| 20 | A    | Kishō Yano               | 5 aprile 1984 (23 anni)     | 2     | Albirex Niigata           |
| 21 | D    | Akira Kaji               | 13 gennaio 1980 (27 anni)   | 50    | Gamba Osaka               |
| 22 | D    | Yūji Nakazawa            | 25 febbraio 1978 (29 anni)  | 56    | Yokohama F. Marinos       |
| 23 | P    | Eiji Kawashima           | 20 marzo 1983 (24 anni)     | 0     | Kawasaki Frontale         |
| 24 | C    | Hideo Hashimoto          | 21 maggio 1979 (28 anni)    | 1     | Gamba Osaka               |
| 28 | C    | Yoshiaki Ōta             | 11 giugno 1983 (24 anni)    | 0     | Júbilo Iwata              |
| 29 | C    | Masahiko Inoha *         | 28 agosto 1985 (21 anni)    | 0     | Tokyo                     |

### Qatar
Allenatore:  Džemaludin Mušović
| N. | Pos. | Giocatore            | Data nascita (età)         | Pres. | Squadra    |
| -- | ---- | -------------------- | -------------------------- | ----- | ---------- |
| 1  | P    | Ahmad Ildiani        | 17 maggio 1995 (18 anni)   |       | Al-Sadd    |
| 2  | D    | Jekson               | 11 febbraio 1986 (27 anni) |       | Al-Sadd    |
| 3  | D    | Bilal Mohammed Rajab | 2 giugno 1986 (21 anni)    |       | Al-Gharafa |
| 4  | D    | Ibrahim Al-Ghanim    | 27 giugno 1983 (24 anni)   |       | Al-Arabi   |
| 5  | C    | Majdi Siddiq         | 3 settembre 1985 (21 anni) |       | Al-Khor    |
| 6  | D    | Meshal Mubarak       | 25 febbraio 1982 (25 anni) |       | Qatar SC   |
| 7  | C    | Ali Nasser           | 16 maggio 1986 (21 anni)   |       | Al-Sadd    |
| 8  | D    | Saad Al-Shammari     | 6 agosto 1980 (26 anni)    |       | Al-Gharafa |
| 9  | C    | Sayed Ali Bechir     | 6 settembre 1982 (24 anni) |       | Al-Arabi   |
| 10 | C    | Hussein Yasser       | 9 gennaio 1984 (23 anni)   |       | Al-Rayyan  |
| 11 | A    | Ali Afif             | 20 gennaio 1988 (19 anni)  |       | Al-Sadd    |
| 12 | A    | Magid Mohamed        | 1º ottobre 1985 (21 anni)  |       | Al-Sadd    |
| 13 | D    | Mustafa Abdi         | 2 gennaio 1984 (23 anni)   |       | Al Gharafa |
| 14 | C    | Younes Ali           | 3 gennaio 1983 (24 anni)   |       | Al-Ahli    |
| 15 | C    | Talal Al-Bloushi     | 8 novembre 1980 (26 anni)  |       | Al-Sadd    |
| 16 | A    | Mohammed Gholam      | 8 novembre 1980 (26 anni)  |       | Al-Sadd    |
| 17 | C    | Wesam Rizik          | 5 febbraio 1981 (26 anni)  |       | Al-Sadd    |
| 18 | A    | Waleed Jassem        | 2 agosto 1986 (20 anni)    |       | Al-Rayyan  |
| 19 | D    | Ibrahim Majid        | 12 maggio 1990 (17 anni)   |       | Al-Sadd    |
| 20 | C    | Adel Lami            | 13 novembre 1985 (21 anni) |       | Al-Rayyan  |
| 21 | D    | Abdulla Koni         | 19 luglio 1979 (27 anni)   |       | Al-Sadd    |
| 22 | P    | Rajab Hamza          | 16 ottobre 1986 (20 anni)  |       | Al-Ahli    |
| 23 | A    | Sebastián Soria      | 8 novembre 1983 (23 anni)  |       | Qatar SC   |

## Gruppo C

### Malaysia
Allenatore:  Norizan Bakar
| N. | Pos. | Giocatore                             | Data nascita (età)          | Pres. | Squadra         |
| -- | ---- | ------------------------------------- | --------------------------- | ----- | --------------- |
| 1  | P    | Azizon Abdul Kadir                    | 10 giugno 1980 (27 anni)    |       | Negeri Sembilan |
| 2  | D    | Mohd Hamzani Omar                     | 30 settembre 1978 (28 anni) |       | Johor FC        |
| 3  | D    | Mohd Fauzi Nan                        | 2 gennaio 1980 (27 anni)    |       | Perlis          |
| 4  | C    | Mohd Nazrulerwan Makmor               | 4 maggio 1980 (27 anni)     |       | PKNS            |
| 5  | C    | Mohd Norhafiz Zamani Misbah           | 15 luglio 1981 (25 anni)    |       | Sri Pahang      |
| 6  | D    | Thirumurugan Veeran                   | 9 gennaio 1983 (24 anni)    |       | Kedah           |
| 7  | D    | Muhamad Kaironnisam Sahabudin Hussain | 10 maggio 1979 (28 anni)    |       | UPB-MyTeam      |
| 8  | A    | Mohd Safee Mohd Sali                  | 29 gennaio 1984 (23 anni)   |       | Selangor        |
| 9  | C    | Eddy Helmi Abdul Manan                | 8 dicembre 1979 (27 anni)   |       | Johor FC        |
| 10 | C    | Mohammad Hardi Jaafar                 | 30 maggio 1979 (28 anni)    |       | Melaka          |
| 11 | C    | Mohd Nor Farhan Muhammad              | 7 giugno 1984 (23 anni)     |       | Terengganu      |
| 12 | C    | Muhammad Shukor Adan                  | 24 settembre 1979 (27 anni) |       | Selangor        |
| 13 | A    | Indra Putra Mahayuddin                | 2 settembre 1981 (25 anni)  |       | Sri Pahang      |
| 14 | A    | Akmal Rizal Ahmad Rakhli              | 15 dicembre 1981 (25 anni)  |       | Selangor        |
| 15 | C    | Shahrulnizam Mustapa                  | 2 aprile 1981 (26 anni)     |       | Perak           |
| 16 | C    | Ahmad Fauzi Saari                     | 30 aprile 1982 (25 anni)    |       | Kedah           |
| 17 | D    | Kaliappan Nanthakumar                 | 13 ottobre 1977 (29 anni)   |       | Perak           |
| 18 | C    | Mohd Fadzli Saari                     | 1º gennaio 1983 (24 anni)   |       | Selangor        |
| 19 | D    | Rosdi Talib                           | 11 gennaio 1976 (31 anni)   |       | Sri Pahang      |
| 20 | A    | Hairuddin Omar                        | 29 settembre 1979 (27 anni) |       | Sri Pahang      |
| 21 | P    | Mohd Suffian Abdul Rahman             | 23 febbraio 1978 (29 anni)  |       | Melaka          |
| 22 | C    | Mohd Ivan Yusoff                      | 13 maggio 1982 (25 anni)    |       | Kuala Lumpur    |
| 23 | D    | Mohd Aidil Zafuan Abdul Radzak        | 22 ottobre 1987 (19 anni)   |       | Negeri Sembilan |

### Cina
Allenatore: Zhu Guanghu
| N. | Pos. | Giocatore     | Data nascita (età)          | Pres. | Squadra                 |
| -- | ---- | ------------- | --------------------------- | ----- | ----------------------- |
| 1  | P    | Li Leilei     | 30 giugno 1977 (30 anni)    | 21    | Shandong Luneng Taishan |
| 2  | D    | Du Wei        | 9 febbraio 1982 (25 anni)   | 21    | Shanghai Shenhua        |
| 3  | D    | Sun Xiang     | 15 gennaio 1982 (25 anni)   | 27    | Shanghai Shenhua        |
| 4  | D    | Zhang Yaokun  | 17 aprile 1981 (26 anni)    | 27    | Dalian Shide            |
| 5  | D    | Li Weifeng    | 1º dicembre 1978 (28 anni)  | 93    | Shanghai Shenhua        |
| 6  | C    | Shao Jiayi    | 10 aprile 1980 (27 anni)    | 33    | Energie Cottbus         |
| 7  | C    | Sun Jihai     | 30 settembre 1977 (29 anni) | 66    | Manchester City         |
| 8  | A    | Li Tie        | 18 settembre 1977 (29 anni) | 89    | Sheffield United        |
| 9  | A    | Han Peng      | 13 settembre 1983 (23 anni) | 10    | Shandong Luneng Taishan |
| 10 | C    | Zheng Zhi (c) | 20 agosto 1980 (26 anni)    | 37    | Shandong Luneng         |
| 11 | A    | Dong Fangzhuo | 23 gennaio 1985 (22 anni)   | 11    | Manchester Utd          |
| 12 | C    | Zhao Xuri     | 3 dicembre 1985 (21 anni)   | 18    | Dalian Shide            |
| 13 | D    | Zhang Shuai   | 20 luglio 1981 (25 anni)    | 2     | Beijing Guoan           |
| 14 | A    | Zhu Ting      | 15 luglio 1985 (21 anni)    | 2     | Dalian Shide            |
| 15 | C    | Wang Dong     | 10 settembre 1981 (25 anni) | 10    | Changchun Yatai         |
| 16 | D    | Ji Mingyi     | 15 dicembre 1980 (26 anni)  | 20    | Dalian Shide            |
| 17 | A    | Wang Peng     | 16 giugno 1978 (29 anni)    | 15    | Dalian Shide            |
| 18 | C    | Zhou Haibin   | 19 luglio 1985 (21 anni)    | 19    | Shandong Luneng Taishan |
| 19 | C    | Zheng Bin     | 4 luglio 1977 (30 anni)     | 29    | Wuhan Optics Valley     |
| 20 | A    | Mao Jianqing  | 8 agosto 1986 (20 anni)     | 3     | Shanghai Shenhua        |
| 21 | P    | Zong Lei      | 26 luglio 1981 (25 anni)    | 1     | Changchun Yatai         |
| 22 | P    | Yang Jun      | 10 giugno 1981 (26 anni)    | 2     | Tianjin Teda            |
| 23 | D    | Cao Yang      | 15 dicembre 1981 (25 anni)  | 19    | Tianjin Teda            |

### Iran
Allenatore: Amir Ghalenoei
| N. | Pos. | Giocatore            | Data nascita (età)          | Pres. | Squadra          |
| -- | ---- | -------------------- | --------------------------- | ----- | ---------------- |
| 1  | P    | Hassan Roudbarian    | 6 luglio 1978 (29 anni)     | 14    | Pas Tehran       |
| 2  | D    | Mehdi Mahdavikia (c) | 24 luglio 1977 (29 anni)    | 107   | Stoccarda        |
| 3  | D    | Amir Hossein Sadeghi | 6 settembre 1981 (25 anni)  | 9     | Esteghlal        |
| 4  | C    | Andranik Teymourian  | 6 marzo 1983 (24 anni)      | 19    | Bolton Wanderers |
| 5  | D    | Rahman Rezaei        | 20 febbraio 1975 (32 anni)  | 51    | Livorno          |
| 6  | C    | Javad Nekounam       | 7 settembre 1980 (26 anni)  | 82    | Osasuna          |
| 7  | C    | Ferydoon Zandi       | 26 aprile 1979 (28 anni)    | 14    | Apollōn Limassol |
| 8  | C    | Ali Karimi           | 8 novembre 1978 (28 anni)   | 99    | Bayern Monaco    |
| 9  | A    | Vahid Hashemian      | 21 luglio 1976 (30 anni)    | 36    | Hannover 96      |
| 10 | A    | Rasoul Khatibi       | 22 settembre 1978 (28 anni) | 21    | Emirates         |
| 11 | C    | Mehrzad Madanchi     | 10 gennaio 1985 (22 anni)   | 16    | Persepolis       |
| 12 | D    | Jalal Hosseini       | 3 febbraio 1982 (25 anni)   | 7     | Saipa            |
| 13 | D    | Hossein Kaebi        | 23 settembre 1985 (21 anni) | 50    | Persepolis       |
| 14 | C    | Iman Mobali          | 3 novembre 1982 (24 anni)   | 38    | Al-Shabab        |
| 15 | D    | Hadi Aghily          | 15 gennaio 1981 (26 anni)   | 4     | Sepahan          |
| 16 | A    | Reza Enayati         | 23 settembre 1976 (30 anni) | 24    | Emirates         |
| 17 | A    | Javad Kazemian       | 23 aprile 1981 (26 anni)    | 30    | Al-Shabab        |
| 18 | A    | Mehdi Rajabzadeh     | 21 marzo 1978 (29 anni)     | 14    | Zob Ahan         |
| 19 | C    | Ebrahim Sadeghi      | 4 febbraio 1979 (28 anni)   | 4     | Saipa            |
| 20 | D    | Mohammad Nosrati     | 10 gennaio 1982 (25 anni)   | 55    | Pas Tehran       |
| 22 | P    | Vahid Talebloo       | 26 maggio 1982 (25 anni)    | 4     | Esteghlal        |
| 24 | C    | Masoud Shojaei       | 19 giugno 1984 (23 anni)    | 8     | Al-Sharjah       |
| 30 | P    | Mehdi Rahmati        | 2 febbraio 1983 (24 anni)   | 10    | Esteghlal        |

### Uzbekistan
Allenatore: Rauf Inileev
| N. | Pos. | Giocatore            | Data nascita (età)          | Pres. | Squadra              |
| -- | ---- | -------------------- | --------------------------- | ----- | -------------------- |
| 1  | P    | Pavel Bugalo         | 21 agosto 1974 (32 anni)    |       | Quruvchi Tashkent    |
| 2  | D    | Hayrulla Karimov     | 22 aprile 1978 (29 anni)    |       | Mash'al Mubarek      |
| 3  | D    | Vital Dzyanisaw      | 23 febbraio 1987 (20 anni)  |       | Dnipro               |
| 4  | C    | Aziz Ibrahimov       | 21 luglio 1986 (20 anni)    |       | Slovan Bratislava    |
| 5  | D    | Asror Aliqulov       | 12 settembre 1978 (28 anni) |       | Pakhtakor Tashkent   |
| 6  | D    | Anzur Ismailov       | 21 aprile 1985 (22 anni)    |       | Pakhtakor Tashkent   |
| 7  | C    | Azizbek Haydarov     | 8 luglio 1985 (21 anni)     |       | Lokomotiv Tashkent   |
| 8  | A    | Server Djeparov      | 3 ottobre 1982 (24 anni)    |       | Pakhtakor Tashkent   |
| 9  | A    | Pavel Solomin        | 15 giugno 1982 (25 anni)    |       | Saturn Moscow Oblast |
| 10 | A    | Ulugbek Bakayev      | 28 novembre 1978 (28 anni)  |       | Tobol                |
| 11 | C    | Marat Bikmaev        | 1º gennaio 1986 (21 anni)   |       | Rubin Kazan          |
| 12 | P    | Ignatiy Nesterov     | 20 giugno 1983 (24 anni)    |       | Pakhtakor Tashkent   |
| 13 | C    | Hikmat Hashimov      | 12 novembre 1979 (27 anni)  |       | Nasaf Qarshi         |
| 14 | D    | Victor Karpenko      | 7 settembre 1977 (29 anni)  |       | Quruvchi Tashkent    |
| 15 | A    | Alexander Geynrikh   | 6 ottobre 1984 (22 anni)    |       | Pakhtakor Tashkent   |
| 16 | A    | Maksim Shatskikh (c) | 30 agosto 1978 (28 anni)    |       | Dynamo Kyiv          |
| 17 | D    | Aleksey Nikolayev    | 5 settembre 1979 (27 anni)  |       | Aktobe               |
| 18 | C    | Timur Kapadze        | 5 settembre 1981 (25 anni)  |       | Pakhtakor Tashkent   |
| 19 | D    | Islom Inomov         | 30 maggio 1984 (23 anni)    |       | Pakhtakor Tashkent   |
| 20 | C    | Ildar Magdeev        | 11 aprile 1984 (23 anni)    |       | Pakhtakor Tashkent   |
| 21 | P    | Gayratjon Hasanov    | 12 gennaio 1983 (24 anni)   |       | Neftchy Farg'ona     |
| 22 | C    | Ikboljon Akramov     | 10 ottobre 1983 (23 anni)   |       | Neftchy Farg'ona     |
| 23 | D    | Botir Qoraev         | 8 aprile 1980 (27 anni)     |       | Mash'al Mubarek      |

## Gruppo D

### Indonesia
Allenatore:  Ivan Venkov Kolev
| N. | Pos. | Giocatore                | Data nascita (età)          | Pres. | Squadra            |
| -- | ---- | ------------------------ | --------------------------- | ----- | ------------------ |
| 1  | P    | Yandri Pitoy             | 15 gennaio 1981 (26 anni)   | 15    | Persipura Jayapura |
| 2  | D    | Muhammad Ridwan          | 8 luglio 1980 (26 anni)     | 9     | PSIS Semarang      |
| 3  | D    | Erol Iba                 | 6 agosto 1979 (27 anni)     | 4     | Persik Kediri      |
| 4  | D    | Ricardo Salampessy       | 18 febbraio 1984 (23 anni)  | 15    | Persipura Jayapura |
| 5  | D    | Maman Abdurahman         | 12 maggio 1982 (25 anni)    | 9     | PSIS Semarang      |
| 6  | D    | Charis Yulianto          | 11 luglio 1978 (28 anni)    | 16    | Sriwijaya FC       |
| 7  | C    | Eka Ramdani              | 18 giugno 1984 (23 anni)    | 11    | Persib Bandung     |
| 8  | A    | Elie Aiboy               | 20 aprile 1979 (28 anni)    | 27    | Arema Malang       |
| 9  | C    | Mahyadi Panggabean       | 8 gennaio 1982 (25 anni)    | 8     | PSMS Medan         |
| 11 | C    | Ponaryo Astaman (c)      | 25 settembre 1979 (27 anni) | 40    | Arema Malang       |
| 12 | P    | Ferry Rotinsulu          | 28 dicembre 1982 (24 anni)  | 0     | Sriwijaya FC       |
| 13 | A    | Budi Sudarsono           | 19 settembre 1979 (27 anni) | 33    | Persik Kediri      |
| 14 | A    | Ismed Sofyan             | 28 agosto 1979 (27 anni)    | 31    | Persija Jakarta    |
| 15 | C    | Firman Utina             | 15 dicembre 1981 (25 anni)  | 11    | Persita Tangerang  |
| 16 | C    | Syamsul Bahri Chaeruddin | 9 febbraio 1983 (24 anni)   | 21    | PSM Makassar       |
| 17 | C    | Atep Rizal               | 5 giugno 1985 (22 anni)     | 6     | Persija Jakarta    |
| 19 | A    | Zaenal Arief             | 3 gennaio 1981 (26 anni)    | 12    | Persib Bandung     |
| 20 | A    | Bambang Pamungkas        | 10 giugno 1980 (27 anni)    | 38    | Persija Jakarta    |
| 21 | D    | Harry Saputra            | 12 giugno 1981 (26 anni)    | 18    | Persis Solo        |
| 22 | D    | Supardi                  | 19 aprile 1983 (24 anni)    | 1     | PSMS Medan         |
| 23 | P    | Markus Haris Maulana     | 14 marzo 1981 (26 anni)     | 3     | PSMS Medan         |
| 27 | A    | Ahmad Amiruddin          | 3 ottobre 1982 (24 anni)    | 2     | PSM Makassar       |
| 28 | D    | Achmad Jufriyanto        | 7 febbraio 1987 (20 anni)   | 0     | Arema Malang       |

### Bahrain
Allenatore:  Milan Máčala
| N. | Pos. | Giocatore              | Data nascita (età)          | Pres. | Squadra               |
| -- | ---- | ---------------------- | --------------------------- | ----- | --------------------- |
| 1  | P    | Ali Al Thani           | 16 agosto 1971 (35 anni)    |       | Muharraq Club         |
| 2  | D    | Mohamed Husain         | 31 luglio 1980 (26 anni)    |       | Kadhima Club          |
| 3  | D    | Abdulla Al Marzooqi    | 12 dicembre 1980 (26 anni)  |       | Al Ta'ai Club         |
| 7  | C    | Sayed Mahmood Jalal    | 5 novembre 1980 (26 anni)   |       | Qatar Sports Club     |
| 8  | C    | Rashid Al-Dosari       | 24 marzo 1980 (27 anni)     |       | Muharraq Club         |
| 9  | A    | Husain Ali             | 31 dicembre 1981 (25 anni)  |       | Umm-Salal Sports Club |
| 10 | C    | Mohamed Salmeen        | 4 novembre 1980 (26 anni)   |       | Muharraq Club         |
| 11 | A    | Ismail Abdul-Latif     | 11 settembre 1986 (20 anni) |       | Al Hala               |
| 12 | C    | Abdulla Baba Fatadi    | 2 novembre 1985 (21 anni)   |       | Muharraq Club         |
| 13 | C    | Talal Yousef           | 24 febbraio 1975 (32 anni)  |       | Al Kuwait Kaifan      |
| 14 | D    | Salman Isa             | 11 luglio 1977 (29 anni)    |       | Al-Arabi Sports Club  |
| 15 | D    | Abdullah Omar          | 1º gennaio 1987 (20 anni)   |       | Muharraq Club         |
| 16 | C    | Sayed Adnan            | 5 febbraio 1983 (24 anni)   |       | Al-Khor Sports Club   |
| 17 | D    | Hussain Ali Baba       | 11 febbraio 1982 (25 anni)  |       | Al Kuwait Kaifan      |
| 18 | C    | Husain Habib           | 20 dicembre 1982 (24 anni)  |       | Muharraq Club         |
| 21 | P    | Abdul Rahman Ahmed     | 13 maggio 1980 (27 anni)    |       | Muharraq Club         |
| 25 | C    | Faouzi Mubarak Aaish   | 27 febbraio 1985 (22 anni)  |       | Muharraq Club         |
| 26 | A    | Jaycee John Okwunwanne | 8 ottobre 1985 (21 anni)    |       | Muharraq Club         |
| 27 | C    | Mahmood Abdulrahman    | 22 novembre 1984 (22 anni)  |       | Muharraq Club         |
| 28 | P    | Abbas Ahmed Khamis     | 13 giugno 1983 (24 anni)    |       | Sitra Club            |
| 29 | D    | Mohamed Hubail         | 23 giugno 1981 (26 anni)    |       | Al-Ahli               |
| 30 | A    | A'ala Hubail           | 25 giugno 1982 (25 anni)    |       | Al-Gharafa            |

### Corea del Sud
Allenatore:  Pim Verbeek
| N. | Pos. | Giocatore       | Data nascita (età)          | Pres. | Squadra                 |
| -- | ---- | --------------- | --------------------------- | ----- | ----------------------- |
| 1  | P    | Lee Woon-jae    | 26 aprile 1973 (34 anni)    | 102   | Suwon Samsung Bluewings |
| 2  | D    | Song Chong-gug  | 20 febbraio 1979 (28 anni)  | 58    | Suwon Samsung Bluewings |
| 3  | D    | Kim Jin-kyu     | 16 febbraio 1985 (22 anni)  | 31    | FC Seoul                |
| 4  | D    | Kim Dong-jin    | 29 gennaio 1981 (26 anni)   | 44    | Zenit San Pietroburgo   |
| 6  | C    | Lee Ho          | 22 ottobre 1984 (22 anni)   | 20    | Zenit San Pietroburgo   |
| 7  | A    | Choi Sung-Kuk   | 25 febbraio 1981 (26 anni)  | 15    | Seongnam Ilhwa Chunma   |
| 8  | C    | Kim Do-Heon     | 14 luglio 1982 (24 anni)    | 40    | Seongnam Ilhwa Chunma   |
| 9  | A    | Cho Jae-Jin     | 9 luglio 1981 (25 anni)     | 30    | Shimizu S-Pulse         |
| 10 | A    | Lee Chun-soo    | 9 luglio 1981 (25 anni)     | 71    | Ulsan Hyundai Horangi   |
| 11 | A    | Lee Keun-ho     | 11 aprile 1985 (22 anni)    | 0     | Daegu FC                |
| 12 | A    | Lee Dong-gook   | 29 aprile 1979 (28 anni)    | 64    | Middlesbrough           |
| 13 | D    | Kim Chi-Gon     | 29 luglio 1983 (23 anni)    | 4     | FC Seoul                |
| 14 | C    | Kim Sang-sik    | 17 dicembre 1976 (30 anni)  | 51    | Seongnam Ilhwa Chunma   |
| 15 | D    | Kim Chi-Woo     | 11 novembre 1983 (23 anni)  | 4     | Chunnam Dragons         |
| 16 | D    | Oh Beom-Seok    | 9 luglio 1984 (22 anni)     | 6     | Pohang Steelers         |
| 17 | C    | Kim Jung-woo    | 9 maggio 1984 (23 anni)     | 27    | Nagoya Grampus          |
| 18 | A    | Woo Sung-Yong   | 18 agosto 1973 (33 anni)    | 10    | Ulsan Hyundai Horangi   |
| 19 | A    | Yeom Ki-Hun     | 30 marzo 1983 (24 anni)     | 4     | Jeonbuk Hyundai Motors  |
| 20 | C    | Son Dae-Ho      | 11 settembre 1981 (25 anni) | 1     | Seongnam Ilhwa Chunma   |
| 21 | P    | Kim Yong-Dae    | 11 ottobre 1979 (27 anni)   | 17    | Seongnam Ilhwa Chunma   |
| 22 | D    | Kang Min-Soo    | 14 febbraio 1986 (21 anni)  | 1     | Chunnam Dragons         |
| 23 | P    | Jung Sung-ryong | 4 gennaio 1985 (22 anni)    | 0     | Pohang Steelers         |
| 27 | C    | Oh Jang-Eun     | 24 luglio 1985 (21 anni)    | 2     | Ulsan Hyundai Horangi   |

### Arabia Saudita
Allenatore:  Hélio dos Anjos
| N. | Pos. | Giocatore              | Data nascita (età)          | Pres. | Squadra          |
| -- | ---- | ---------------------- | --------------------------- | ----- | ---------------- |
| 1  | P    | Yasser Al Mosailem     | 27 febbraio 1984 (23 anni)  |       | Al-Ahli          |
| 2  | D    | Ibrahim Hazzazi        | 22 novembre 1984 (22 anni)  |       | Al-Ahli          |
| 3  | D    | Osama Hawsawi          | 31 marzo 1984 (23 anni)     |       | Al-Wehda         |
| 5  | D    | Majed Al-Amri          | 15 settembre 1985 (21 anni) |       | Al-Ittifaq       |
| 6  | C    | Omar Al-Ghamdi         | 11 aprile 1979 (28 anni)    | 40    | Al-Hilal         |
| 7  | D    | Kamel Al-Mousa         | 29 agosto 1982 (24 anni)    |       | Al-Wehda         |
| 9  | A    | Malek Mouath           | 10 agosto 1981 (25 anni)    |       | Al-Ahli          |
| 11 | A    | Saad Al-Harthi         | 3 febbraio 1984 (23 anni)   |       | Al-Nassr         |
| 12 | D    | Talal Al-Khaibari      | 9 gennaio 1977 (30 anni)    |       | Al-Wehda         |
| 13 | C    | Ahmed Darwish          | 29 ottobre 1984 (22 anni)   |       | Al-Ahli          |
| 14 | C    | Saud Kariri            | 8 luglio 1980 (26 anni)     |       | Al-Ittihad       |
| 15 | D    | Ahmed Al-Bahri         | 18 settembre 1980 (26 anni) |       | Al-Nassr         |
| 16 | C    | Khaled Aziz            | 14 luglio 1981 (25 anni)    |       | Al-Hilal         |
| 17 | C    | Taisir Al-Jassim       | 25 luglio 1984 (22 anni)    |       | Al-Ahli          |
| 18 | A    | Abdulrahman Al-Qahtani | 22 maggio 1983 (24 anni)    |       | Al-Ittihad       |
| 19 | D    | Walid Jahdali          | 1º giugno 1982 (25 anni)    |       | Al-Ahli          |
| 20 | A    | Yasser Al-Qahtani      | 10 ottobre 1982 (24 anni)   |       | Al-Hilal         |
| 21 | P    | Assaf Al-Qarni         | 2 aprile 1984 (23 anni)     |       | Al-Wahda         |
| 22 | P    | Waleed Abdullah        | 19 aprile 1986 (21 anni)    |       | Al-Shabab Riyadh |
| 23 | A    | Nasser Al-Shamrani     | 23 novembre 1983 (23 anni)  |       | Al-Wehda         |
| 25 | D    | Redha Tukar            | 29 novembre 1975 (31 anni)  |       | Al-Ittihad       |
| 28 | C    | Abdoh Otaif            | 2 aprile 1984 (23 anni)     |       | Al-Shabab Riyadh |
| 30 | C    | Ahmed Al-Mousa         | 27 gennaio 1981 (26 anni)   |       | Al-Wehda         |

## Rappresentanza calciatori
Squadre con 5 o più giocatori
| Giocatori | Club                                                                 |
| --------- | -------------------------------------------------------------------- |
| 10        | Muharraq Club, Al-Sadd                                               |
| 8         | Pakhtakor Tashkent                                                   |
| 6         | Al-Ahli, Al-Wehda, Al Wahda                                          |
| 5         | Dalian Shide, Seongnam Ilhwa Chunma, Al-Gharrafa, Becamex Bình Dương |

Per nazionalità del club
| Giocatori | Nazione club (Asia)          |
| --------- | ---------------------------- |
| 38        | Qatar                        |
| 28        | Emirati Arabi Uniti          |
| 25        | Arabia Saudita, Vietnam      |
| 23        | Indonesia, Giappone, Malesia |
| 19        | Cina                         |
| 18        | Corea del Sud                |
| 16        | Uzbekistan                   |
| 15        | Thailandia                   |
| 14        | Iran                         |
| 13        | Bahrain                      |
| 8         | Iraq, Kuwait, Oman           |
| 3         | Australia, Giordania, Libano |
| 2         | Kazakhistan, Singapore       |

| Giocatori | Nazione club (fuori dall'Asia)         |
| --------- | -------------------------------------- |
| 17        | Inghilterra                            |
| 6         | Germania                               |
| 4         | Russia                                 |
| 3         | Italia, Paesi Bassi                    |
| 2         | Cipro, Libia, Spagna, Turchia, Ucraina |
| 1         | Polonia, Scozia, Serbia, Svizzera      |